# KZ8A
Электровоз KZ8A — магистральный грузовой электровоз переменного тока, разработанный компанией Alstom Transport по заказу АО «Национальная компания „Қазақстан темір жолы“» (КТЖ), национального оператора Казахстанских железных дорог. Собираются на казахстанском предприятии «Электровоз курастыру зауыты». Прототип первого электровоза построен в 2010 году и имел рабочее название Prima-Ru, затем Prima-Kz. Целью создания электровоза стала намеченная замена 520 единиц грузового электровоза ВЛ80 в Казахстане.

## История
История создания электровоза KZ8A берёт своё начало в 2010 году, кода на полях Петербургского международного экономического форума национальный перевозчик Казахстана «Қазақстан темір жолы» (50%), французская Alstom Transport (25%) и российская «Трансмашхолдинг» (25%) образовали в Астане совместное машиностроительное предприятие «Электровоз курастыру зауыты» (ЭКЗ). В этот же год Казахстан подписал договор на закупку 295 электровозов у новообразованного завода. В 2012 году предприятие торжественно открылось.

Основной целью постройки электровозов являлось замена 500 отслуживших свой срок новочеркасских электровозов ВЛ80 серий С и Т, эксплуатирующихся на территории Казахстана. 
В ноябре 2013 года АО «Локомотив» (дочерняя компании «КТЖ») был передан первый KZ8A для коммерческой эксплуатации.
Новый восьмиосный грузовой электровоз получил условную аббревиатуру KZ8A (по аналогии с уже существующим пассажирским электровозом KZ4A, разработанным компанией Siemens AG). Расшифровка аббревиатуры следующая: KZ — международное сокращение Казахстан; 4 или 8 — количество осей; латинская буква А означает наличие асинхронных тяговых двигателей.
При разработке KZ8A были приняты во внимание суровые условия условия стран СНГ, эти особенности заложили в конструкцию локомотива. В итоге эксплуатация KZ8A стала возможна в условиях экстремальных температур от -50С° до +50С°, что было подтверждено при испытаниях в климатической камере.
Для проекта электровоза KZ8A на этапе разработки компания Alstom взяла за основу прототип электровоза PRIMA II, эксплуатирующийся в компании SNCF. Дизайн лобовой части KZ8A взят из проекта PRIMA III, был установлен токоприемник DSA250 с новой системой защиты.
К началу 2016 года было произведено 31 ед. К 2020 году локализация производства составляла 27%, были определены планы по повышению этой доли.
Позже наработки KZ8A позволили организовать в 2021 году на заводе ЭКЗ производство четырёхосных пассажирских электровозов KZ4AT (T — отличительная маркировка пассажирского электровоза, разработанного компанией Alstom Transport).
В эксплуатацию первые модели KZ8A поступили 2013 году,  основной задачей электровоза стало вождение грузовых поездов массой до 9000 тонн.

## Характеристики
Локомотивы стали одними из самых мощных в мире, способные перевозить грузовые поезда массой до 9000 тонн на скорости 120 км/ч; кроме того, они спроектированы для функционирования в условиях экстремальных температур (-50С° до +50С°).
- Масса — 200 т.[1]
- Мощность — 8800 кВт[1]
- Максимальная скорость — 120 км/ч[1].
- Напряжение — 25 кВ/50Гц
- Мощность рекуперативного торможения — 7600 кВт.
- Максимальное тормозное усилие — 500 кН.
- Максимальная сила тяги при трогании — 833 кН.

Проморолик — «Готов к любым условиям».

## Эксплуатация
Эксплуатируются с осени 2013 года, приписаны к депо в городе Астана.

## Факты
- Окраска локомотива могла быть похожа на окраску электровоза KZ4A, но позже её заменили на цвета из логотипа АО «Локомотив» (дочерняя компания «КТЖ»), компании которая в дальнейшем будет эксплуатировать;
- На первоначальном этапе разработки лобовая часть электровоза KZ8A была такая же как у ЭП20 (компания Alstom участвовала в проекте создания ЭП20)
- Токоприемники электровозов KZ4A и KZ8A идентичны и взаимозаменяемы, хотя электровозы были созданы разными зарубежными компаниями.
- Созданная его пассажирская версия KZ4AT имеет отличительный дизайн и техническое исполнение; и мало что общего имеет с электровозом KZ4A.
- Наклонная тяга крепится к раме локомотива возле автосцепки, что отличает его традиционного исполнения на современных локомотивах.
- В сегменте грузовых электровозов переменного тока напряжением 25 кВ 50 Гц на постсоветском железнодорожном пространстве имеются помимо KZ8A имеются такие модели как 11201 (2ЭС7) производства ОАО «Уральские локомотивы», 2ЭВ120 производства Энгельсского локомотивного завода и 2ЭС5 производства Новочеркасского электровозостроительного завода.
- Локомотив KZ8A конструкционно имеет в функционале интеллектуальную систему автоведения от российской компании «АВП Технология». С 2020 года эти локомотивы эксплуатируются с применением машинистами режима автоведения до 90% за поездку. За счет алгоритма расчета энергооптимальной траектории движения с минимизацией режимов тяги и торможения система позволяет реализовать экономию электроэнергии до 10% за поездку от средних показателей ручного ведения грузовых поездов.

## Галерея
- Карагандинская область, станция Жана Караганды
- Карагандинская область, перегон Караганда—Караганозек
- KZ8A и ВЛ40М в депо Караганды
- Лобовая часть электровоза
- Внутренняя часть
- Карагандинская область, перегон Караганда—Майкудук